# Городиськ (Соколівський повіт)
Городиськ (або Гродиськ, Ґродзіськ, пол. Grodzisk) — село в Польщі, у гміні Сабне Соколівського повіту Мазовецького воєводства. Населення — 274 особи (2011).

## Положення
Лежить на правому березі річки Цетиня.

## Історія
Над берегом Цетині лежало давнє Городисько з валами площею близько 4 моргів, на полях траплялися давні бронзові та кремінні знахідки.
1650 року вперше згадується церква в селі. 1778 року зведено нову муровану греко-католицьку парафіяльну церкву, 1852 року відреставрована.
У часи входження до складу Російської імперії, село належало до гміни Сабне Соколівського повіту Сідлецької губернії Королівства Польського.
За даними етнографічної експедиції 1869—1870 років під керівництвом Павла Чубинського, у селі переважно проживали греко-католики, які розмовляли українською мовою. 1872 року місцева греко-католицька парафія налічувала 987 вірян.
Наприкінці XIX століття у селі було 30 домів і 254 мешканців. Поблизу містився однойменний фільварок.
У 1975—1998 роках село належало до Седлецького воєводства.

## Населення
Демографічна структура станом на 31 березня 2011 року:
|          | Загалом | Допрацездатний вік | Працездатний вік | Постпрацездатний вік |
| -------- | ------- | ------------------ | ---------------- | -------------------- |
| Чоловіки | 128     | 26                 | 81               | 21                   |
| Жінки    | 146     | 22                 | 77               | 47                   |
| Разом    | 274     | 48                 | 158              | 68                   |